# Radio Sputnik
Radio Sputnik is een livealbum van ARC met hun debuutalbum Octane als basis. Het bevat opnamen die zijn gemaakt tijdens het concert dat Ian Boddy en Mark Shreeve gaven tijdens de vijfde versie van het Alfa-Centauri-festival voor elektronische muziek. Dat festival vond plaats in Huizen. Dat concert zou zorgen voor een muzikale knipperlichtrelatie tussen Boddy en Shreeve. Soms spelen ze samen, soms apart.  Chuck van Zyl refereerde bij Radio Sputnik voor de klank en opzet aan het album Phaedra van Tangerine Dream; hij roemde tevens de Moog III3 modular. Het album werd uitgegeven in een oplage van 1000 exemplaren. 

## Musici
- Ian Boddy, Mark Shreeve – synthesizers, elektronica

## Muziek
| Nr. | Titel                | Duur  |
| --- | -------------------- | ----- |
| 1.  | Steam                | 10:48 |
| 2.  | Transmit 1           | 2:35  |
| 3.  | Radio Sputnik        | 7:04  |
| 4.  | Who walks behind you | 5:03  |
| 5.  | Octane               | 13:46 |
| 6.  | Transmit 2           | 4:01  |
| 7.  | Arc-angel            | 12:52 |
| 8.  | Relay                | 10:33 |